# Pimoa lemenba
Pimoa lemenba es una especie de araña del género Pimoa, familia Pimoidae. Fue descrita científicamente por Zhang & Li en 2020.
Habita en China. El holotipo femenino mide 8,59 mm.